# Lydiate
Lydiate est une paroisse civile et un village du Merseyside, en Angleterre.